# Classe Ganggyeong
La classe Ganggyeong (en coréen : 강경 급 기뢰 탐색 함, en hanja :江景 級 機 雷 探索 艦) est une classe de chasseur de mines de lutte anti-sous-marine de la marine de la république de Corée (ROKN).

## Historique
En raison des améliorations de la technologie des mines marines dans les années 1980 et du manque de capacité de dragage des mines, la marine sud-coréenne a conçu son premier navire chasseur de mines en 1983 et a lancé le premier chasseur de mines, le ROKS Ganggyeong, en 1986. Actuellement, six chasseurs de mines de la classe Ganggyeong sont en activité dans la marine coréenne.
Pour protéger le navire contre les mines magnétiques, la coque du navire est en plastique renforcé de fibres, qui n'a pas d'attraction magnétique. L'équipement métallique est également réduit au minimum pour contrôler étroitement le matériau magnétique à l'intérieur du navire. Les objets en acier qui sont introduits dans le navire, comme la nourriture en conserve, sont fortement restreints et strictement contrôlés.

## Unités
| Nom             | Numéro de coque | Lancement | Statut     |
| --------------- | --------------- | --------- | ---------- |
| ROKS Ganggyeong | MHC-561         | 1986      | En service |
| ROKS Gangjin    | MHC-562         | 1991      | En service |
| ROKS Goryeong   | MHC-563         | 1991      | En service |
| ROKS Gimpo      | MHC-565         | 1993      | En service |
| ROKS Gochang    | MHC-566         | 1993      | En service |
| ROKS Gimhwa     | MHC-567         | 1994      | En service |